# Alsophila kermadecensis
Alsophila kermadecensis is een plantensoort uit de familie Cyatheaceae. Het is een hoge boomvaren met groene, gesteelde, zachte bladeren. De bladeren kunnen tot 4 meter lang worden. De slanke stam kan tot 20 meter hoog worden en oude bladeren vallen er in hun geheel af.
De soort komt voor op de ten noorden van Nieuw-Zeeland liggende Kermadeceilanden. Hij groeit daar in de hoger gelegen delen op Raoul Island, in ravijnen, kloven en vochtige bossen.

## Synoniemen
- Cyathea kermadecensis W.R.B.Oliv.